# Nicholas Yallouris
Nicholas Yallouris (né le 24 février 1974 à Gosford) est un coureur cycliste australien. Il est notamment champion du monde de poursuite par équipes en 2017. Il a participé aux Jeux paralympiques d'été de 2016 en tant que pilote de Matthew Formston (en).

## Biographie
Après avoir pratiqué le BMX, Nicholas Yallouris fait ses débuts en cyclisme sur piste en 2010.
En décembre 2014, aux championnats d'Australie, il remporte l'américaine avec Jackson Law. En 2015, il est sélectionné pour intégrer l'équipe cycliste paralympique australienne. Il fait ses débuts avec celle-ci aux championnats du monde de paracyclisme sur piste, aux Pays-Bas. Associé à Paul Kennedy, il est sixième du kilomètre en tandem. Aux Jeux paralympiques de 2016 à Rio, il est pilote de Matthew Formston (en). Ensemble, ils sont cinquièmes de la poursuite, sixièmes du kilomètre, et treizièmes des compétitions sur route.
En 2017, il est intégré à l'équipe nationale de poursuite par équipes. En avril, il participe aux championnats du monde à Hong Kong. Il dispute uniquement la finale de la poursuite par équipes, que les Australiens remportent.

## Palmarès

### Championnats du monde
- Hong Kong 2017
  -  Champion du monde de poursuite par équipes (avec Sam Welsford, Cameron Meyer, Alexander Porter, Kelland O'Brien et Rohan Wight)
  - 12e du kilomètre

### Championnats d'Océanie
| Édition / Épreuve | Poursuite par équipes | Scratch | Américaine |
| Adélaïde 2014     | Bronze                | Bronze  | Argent     |
| Melbourne 2016    | Bronze                |         | Argent     |
| Cambridge 2017    | Or                    |         |            |

### Championnats nationaux
- 2015

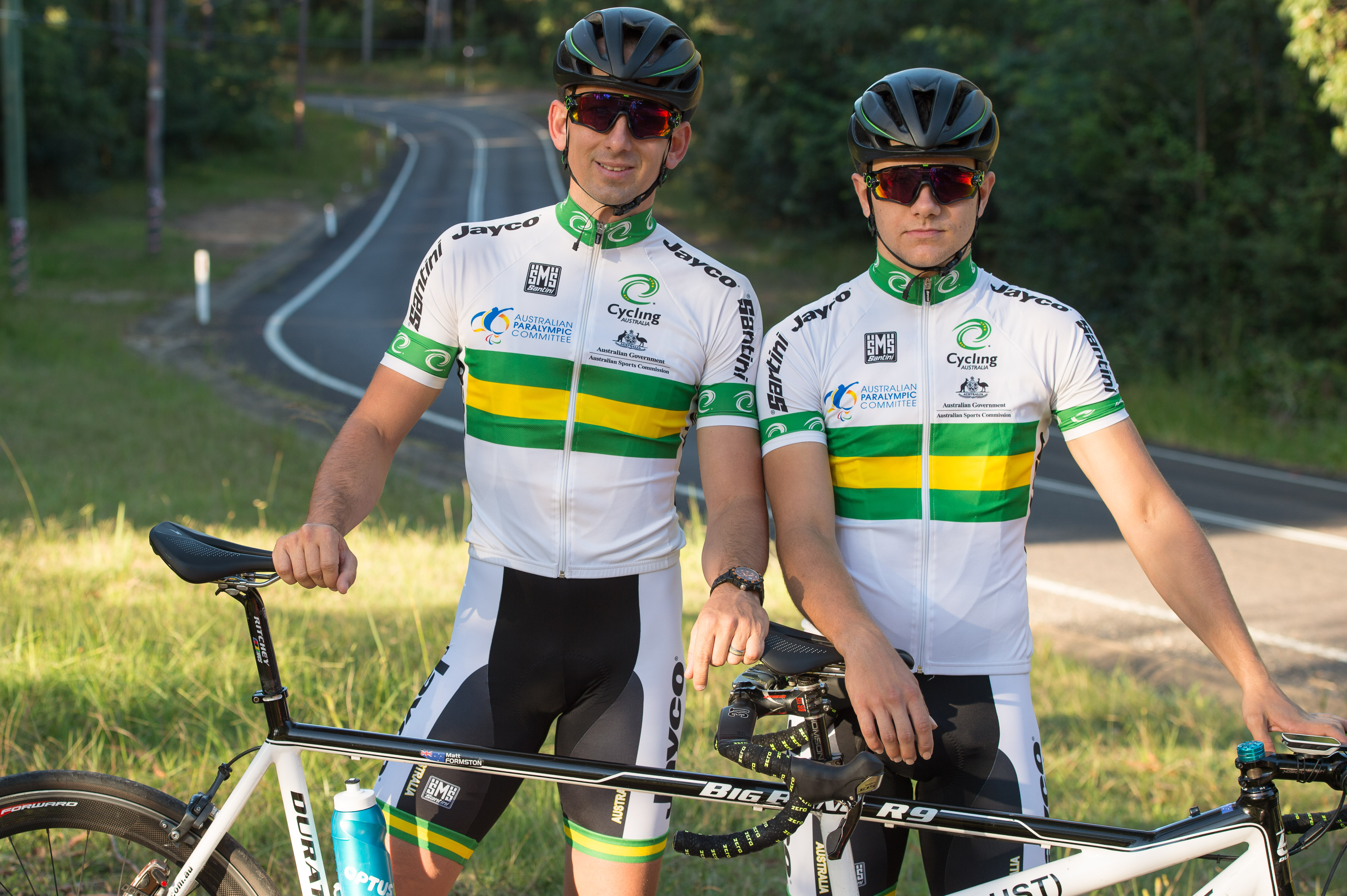
Matthew Formston et Yallouris (2016)

  -  Champion d'Australie de l'américaine (avec Jackson Law)
- 2017
  -  Champion d'Australie du kilomètre

### Six jours
- Turin : 1re en 2018 avec (Mattia Viel)